# Сельское поселение Васильевка (Безенчукский район)
Сельское поселение Васильевка — муниципальное образование в Безенчукском районе Самарской области.
Административный центр — село Васильевка.

## Административное устройство
В состав сельского поселения Васильевка входят:
- село Васильевка,
- железнодорожный разъезд Башкирский,
- железнодорожный разъезд Майтуга.